# ロナルド・ピックアップ
ロナルド・ピックアップ（Ronald Alfred Pickup、1940年6月7日 - 2021年2月24日）は、イングランドの俳優。

## 生涯
チェスター出身。リーズ大学卒業後、王立演劇学校に学び、ロイヤル・ナショナル・シアターで舞台に立つ。
映画『マリーゴールド・ホテルで会いましょう』、『マリーゴールド・ホテル 幸せへの第二章』の女たらしの老人ノーマン・カズンズ役で知られるほか、『ウィンストン・チャーチル/ヒトラーから世界を救った男』ではネヴィル・チェンバレンを演じた。なお、チェンバレン役には当初ジョン・ハートがキャスティングされていたが、膵がんの治療のため降板、ピックアップが代役に起用された。その後、ハートは2017年1月25日に死去した。
2021年2月24日、80歳で死去。

## 主な出演作品

### 映画
- 三人姉妹 Three Sisters (1970)
- ジャッカルの日 The Day of the Jackal (1973)
- マーラー Mahler (1974)
- ジョセフ・アンドリュースの華麗な冒険 Joseph Andrews (1977)
- 39階段 The Thirty Nine Steps (1978)
- ヘンリー八世 The Famous History of the Life of King Henry the Eight (1979) テレビ映画
- ズールー戦争 Zulu Dawn (1979)
- ニジンスキー Nijinsky (1980)
- アイバンホー Ivanhoe (1982) テレビ映画
- 手紙 The Letter (1982) テレビ映画
- ネバーセイ・ネバーアゲイン Never Say Never Again (1983)
- 椿姫 Camille (1984) テレビ映画
- プッチーニ Puccini (1984) テレビ映画
- 哀愁のエレーニ Eleni (1985)
- ミッション The Mission (1986)
- 第四の核 The Fourth Protocol (1987)
- もうひとつのアンネの日記 The Attic: The Hiding of Anne Frank (1988) テレビ映画
- バスカヴィル家の犬 The Hound of the Baskervilles (1988) テレビ映画
- ロアルド・ダールのダニー/ぼくらは世界一の名コンビ! Danny,the Champion of the World (1989) テレビ映画
- 白く渇いた季節 A Dry White Season (1989)
- ファントム/ジキルとハイド Jekyll & Hyde (1990) テレビ映画
- 黄土の英雄/軍医ベシューンの生涯 Bethune: The Making of a Hero (1990)
- 兜 KABUTO Kabuto / Shogun Mayeda (1991)
- 高貴なる殺人 A Murder of Quality (1991) テレビ映画
- ロリータ Lolita (1997)
- ホーンブロワー 海の勇者第3話「公爵夫人と悪魔」 Hornblower: The Duchess and the Devil (1999) テレビ映画
- ユアン少年と小さな英雄 The Adventures of Greyfriars Bobby (2005)
- スーパーノヴァ Supernova (2005) テレビ映画
- Dark Floors ダーク・フロアーズ Dark Floors (2008)
- プリンス・オブ・ペルシャ/時間の砂 Prince of Persia: The Sands of Time (2010)
- マリーゴールド・ホテルで会いましょう The Best Exotic Marigold Hotel (2011)
- マリーゴールド・ホテル 幸せへの第二章 The Second Best Exotic Marigold Hotel (2015)
- ウィンストン・チャーチル/ヒトラーから世界を救った男 Darkest Hour (2017)

### テレビドラマ
- ワーグナー/偉大なる生涯 Wagner (1983-1984) ミニシリーズ
- ハローアインシュタイン Einstein (1985) ミニシリーズ
- 戦火燃ゆる時 Fortunes of War (1987) ミニシリーズ
- ナルニア国物語 The Lion, the Witch, & the Wardrobe (1988) ミニシリーズ、声の出演
- 陰謀 ナチスに挑んだ男 The Nightmare Years (1989) ミニシリーズ
- スカーレット Scarlett (1994) ミニシリーズ
- バターシー城の悪者たち Black Hearts in Battersea (1995-1996)
- 法医学捜査班 silent witness Silent Witness (1996)
- アイバンホー Ivanhoe (1997) ミニシリーズ
- イン・ザ・ビギニング In the Beginning (2000) ミニシリーズ
- コナン・ドイルの事件簿/暴かれた策略 Murder Rooms: Mysteries of the Real Sherlock Holmes (2001) ミニシリーズ
- ウェイキング・ザ・デッド 迷宮事件特捜班 Waking the Dead (2002)
- ケンブリッジ・スパイ Cambridge Spies (2003) ミニシリーズ
- バーナビー警部 Midsomer Murders (2003, 2008)
- パレーズ・エンド Parade's End (2012) ミニシリーズ
- ザ・クラウン The Crown (2016)